# 世界自転車選手権男子その他トラック種目歴代優勝者
世界自転車選手権男子その他トラック種目歴代優勝者（せかいせんしゅけんだんしそのたとらっくしゅもくれきだいゆうしょうしゃ）は、世界自転車選手権のトラックレース種目として行われている（夏季オリンピックでは非実施）下記種目の優勝者並びに3位までの入賞者を一覧にしたものである。

## 1Kmタイムトライアル
| 年   | 優勝                                           | 2位                                            | 3位                                            |
| 1966 | ピエール・トランタン                           | ポール・セイエ                                 | フランス・ファン・デン・リュイト               |
| 1967 | ニールス・フレッドボーグ                       | ヴァツラフ・ラトハ                             | ロジャー・ギボン                               |
| 1968 | ニールス・フレッドボーグ                       | ジャック・サイムズ                             | ジャンニ・サルトーリ                           |
| 1969 | ジャンニ・サルトーリ                           | ヤヌシュ・キエジュコヴスキ                     | クラース・バルク                               |
| 1970 | ニールス・フレッドボーグ                       | ハリー・ケント                                 | アントン・トカシュ                             |
| 1971 | エドゥアルド・ラップ                           | ペダー・ペダーセン                             | ピエール・トランタン                           |
| 1972 | ミュンヘンオリンピック開催のため、実施せず     | ミュンヘンオリンピック開催のため、実施せず     | ミュンヘンオリンピック開催のため、実施せず     |
| 1973 | ヤヌシュ・キエジュコヴスキ                     | エドゥアルド・ラップ                           | ヘルマン・ポンステーン                         |
| 1974 | エドゥアルド・ラップ                           | F. フェッロ                                    | ヤヌシュ・キエジュコヴスキ                     |
| 1975 | クラウス＝ユルゲン・グリュンケ                 | エドゥアルド・ラップ                           | ヤヌシュ・キエジュコヴスキ                     |
| 1976 | モントリオールオリンピック開催のため、実施せず | モントリオールオリンピック開催のため、実施せず | モントリオールオリンピック開催のため、実施せず |
| 1977 | ロター・トムス                                 | ギュンター・シューマッハー                     | ハンス・レーダーマン                           |
| 1978 | ロター・トムス                                 | ジョセリン・ラヴェル                           | ライナー・ヘーニッシュ                         |
| 1979 | ロター・トムス                                 | ゴードン・シングルトン                         | エドゥアルド・ラップ                           |
| 1980 | モスクワオリンピック開催のため、実施せず       | モスクワオリンピック開催のため、実施せず       | モスクワオリンピック開催のため、実施せず       |
| 1981 | ロター・トムス                                 | フレディ・シュミットケ                         | セルゲイ・コピロフ                             |
| 1982 | フレディ・シュミットケ                         | ロター・トムス                                 | エマヌエル・ラーシュ                           |
| 1983 | セルゲイ・コピロフ                             | ゲルハルト・シェラー                           | ロター・トムス                                 |
| 1984 | ロサンゼルスオリンピック開催のため、実施せず   | ロサンゼルスオリンピック開催のため、実施せず   | ロサンゼルスオリンピック開催のため、実施せず   |
| 1985 | イェンス・グリュックリヒ                       | フィリップ・ボワイエ                           | マーティン・ヴィニコンブ                       |
| 1986 | マルク・マルホフ                               | マーティン・ヴィニコンブ                       | イェンス・グリュックリヒ                       |
| 1987 | マーティン・ヴィニコンブ                       | イェンス・グリュックリヒ                       | コンスタンティン・ハラブツォフ                 |
| 1988 | ソウルオリンピック開催のため、実施せず         | ソウルオリンピック開催のため、実施せず         | ソウルオリンピック開催のため、実施せず         |
| 1989 | イェンス・グリュックリヒ                       | マーティン・ヴィニコンブ                       | アレクサンドル・キリチェンコ                   |
| 1990 | アレクサンドル・キリチェンコ                   | マーティン・ヴィニコンブ                       | イェンス・グリュックリヒ                       |
| 1991 | ホセ・マヌエル・モレノ                         | イェンス・グリュックリヒ                       | ジュヌ・サミュエル                             |
| 1992 | バルセロナオリンピック開催のため実施せず       | バルセロナオリンピック開催のため実施せず       | バルセロナオリンピック開催のため実施せず       |
| 1993 | フロリアン・ルソー                             | シェーン・ケリー                               | イェンス・グリュックリヒ                       |
| 1994 | フロリアン・ルソー                             | エリン・ハートウェル                           | シェーン・ケリー                               |
| 1995 | シェーン・ケリー                               | フロリアン・ルソー                             | エリン・ハートウェル                           |
| 1996 | シェーン・ケリー                               | ゼーレン・ラウズベルク                         | ヤン・ファン・アイデン                         |
| 1997 | シェーン・ケリー                               | ゼーレン・ラウズベルク                         | シュテファン・ニムケ                           |
| 1998 | アルノー・トゥルナン                           | シェーン・ケリー                               | エリン・ハートウェル                           |
| 1999 | アルノー・トゥルナン                           | シェーン・ケリー                               | シュテファン・ニムケ                           |
| 2000 | アルノー・トゥルナン                           | ゼーレン・ラウズベルク                         | ジェイソン・クアリー                           |
| 2001 | アルノー・トゥルナン                           | ゼーレン・ラウズベルク                         | グジェゴジュ・クレイネル                       |
| 2002 | クリス・ホイ                                   | アルノー・トゥルナン                           | シェーン・ケリー                               |
| 2003 | シュテファン・ニムケ                           | シェーン・ケリー                               | アルノー・トゥルナン                           |
| 2004 | クリス・ホイ(2)                                | アルノー・トゥルナン                           | テオ・ボス                                     |
| 2005 | テオ・ボス                                     | ジェイソン・クアリー                           | クリス・ホイ                                   |
| 2006 | クリス・ホイ(3)                                | ベン・カーステン                               | フランソワ・ペルヴィス                         |
| 2007 | クリス・ホイ(4)                                | フランソワ・ペルヴィス                         | ジェミー・スタッフ                             |
| 2008 | テーン・ムルダー                               | ミカエル・ダルメダ                             | フランソワ・ペルヴィス                         |
| 2009 | シュテファン・ニムケ                           | テイラー・フィニー                             | モド・リザル・ティシン                         |
| 2010 | テーン・ムルダー                               | ミカエル・ダルメダ                             | フランソワ・ペルヴィス                         |
| 2011 | シュテファン・ニムケ                           | テーン・ムルダー                               | フランソワ・ペルヴィス                         |
| 2012 | シュテファン・ニムケ                           | ミカエル・ダルメダ                             | サイモン・ヴァン・ヴェルトホーヴェン           |
| 2013 | フランソワ・ペルヴィス                         | サイモン・ヴァン・ヴェルトホーヴェン           | Joachim Eilers                                 |
| 2014 | フランソワ・ペルヴィス                         | Joachim Eilers                                 | サイモン・ヴァン・ヴェルトホーヴェン           |
| 2015 | フランソワ・ペルヴィス                         | Joachim Eilers                                 | Matt Archibald                                 |
| 2016 | Joachim Eilers                                 | テオ・ボス                                     | Quentin Lafargue                               |
| 2017 | フランソワ・ペルヴィス                         | Tomáš Bábek Quentin Lafargue                   | なし                                           |
| 2018 | Jeffrey Hoogland                               | マシュー・グレーツァー                         | テオ・ボス                                     |
| 2019 | クエンティン・ラファルグ                       | テオ・ボス                                     | ミカエル・ダルメダ                             |
| 2020 | サム・リヒトレー                               | クエンティン・ラファルグ                       | ミカエル・ダルメダ                             |

※1992年まではアマチュア、1993年以降はオープン。

## スクラッチ
| 年                                  | 優勝                         | 2位                          | 3位                            |
| 2002                                | フランコ・マルブリ           | トニー・ギブ                 | シュテファン・シュタインベック |
| 2003                                | フランコ・マルブリ           | ロベール・サソヌ             | ジャンピエール・バンジル       |
| 2004                                | グレッグ・ヘンダーソン       | ロベルト・スリッペンス       | ワルテル・ペレス               |
| 2005                                | アレックス・ラスムッセン     | グレッグ・ヘンダーソン       | マシュー・ギルモア             |
| 2006                                | ジェローム・ヌーヴィル       | アンヘル・コラ               | イオアニス・タモウリディス     |
| 2007                                | ワン・カンポ                 | ウイム・ストルティンハ       | ラファウ・ラタイチィク         |
| 2008                                | アリャクサンドル・リソウスキ | ウイム・ストルティンハ       | ローガー・クルーゲ             |
| 2009                                | モルガン・クネスキ           | アンヘル・コリャ             | アンドレアス・ミュラー         |
| 2010                                | アレックス・ラスムッセン     | フアン・エステバン・アランゴ | 盛一大                         |
| 2011                                | 郭灝霆                       | エリア・ヴィヴィアーニ       | モルガン・クネスキ             |
| 2012                                | ベン・スウィフト             | Nolan Hoffman                | Wim Stroetinga                 |
| 2013                                | マーティン・アーヴァイン     | Andreas Müller               | Luke Davison                   |
| 2014                                | Ivan Kovalev                 | マーティン・アーヴァイン     | チェン・キンロー               |
| 2015                                | Lucas Liss                   | Albert Torres                | Bobby Lea                      |
| 2016                                | Sebastián Mora               | Ignacio Prado                | Claudio Imhof                  |
| 2017                                | Adrian Tekliński             | Lucas Liss                   | Christopher Latham             |
| 2018                                | ヤウヘニ・カラリオク         | Michele Scartezzini          | Callum Scotson                 |
| 2019                                | Sam Welsford                 | Roy Eefting                  | Thomas Sexton                  |
| 2020                                | ヤウヘニ・カラリオク         | シモーネ・コンソンニ         | セバスチャン・モラ             |
| 2021 Roubaix 詳細                   | Donavan Grondin (FRA)        | Tuur Dens (BEL)              | Rhys Britton (GBR)             |
| 2022 Saint-Quentin-en-Yvelines 詳細 | Dylan Bibic (CAN)            | 窪木一茂 (JPN)               | Roy Eefting (NED)              |
| 2023 Glasgow 詳細                   | William Tidball (GBR)        | 窪木一茂 (JPN)               | Tuur Dens (BEL)                |
| 2024 Ballerup 詳細                  | 窪木一茂 (JPN)               | Tobias Hansen (DEN)          | Clément Petit (FRA)            |

## オムニアム
| 年   | 優勝                         | 2位                              | 3位                                |
| 2007 | アロイス・カンコフスキー     | ワルテル・フェルナンド・ペレス   | チャールズ・ブラッドリー・フッフ   |
| 2008 | ヘイデン・ゴッドフリー (NZL) | リー・ハワード (AUS)             | アリャクサンドル・リソウスキ (BLR) |
| 2009 | リー・ハワード (AUS)         | ザカリー・ベル (CAN)             | ティム・フェルト (NED)             |
| 2010 | エド・クランシー (GBR)       | リー・ハワード (AUS)             | テイラー・フィニー (USA)           |
| 2011 | Michael Freiberg (AUS)       | Shane Archbold (NZL)             | ハイス・ファン・フック (BEL)       |
| 2012 | グレン・オシェイ (AUS)       | ザッカリー・ベル (CAN)           | ラーセ・ノーマン・ハンセン (DEN)   |
| 2013 | アーロン・ゲイト (NZL)       | ラーセ・ノーマン・ハンセン (DEN) | グレン・オシェイ (AUS)             |
| 2014 | トマ・ブダ (FRA)             | Tim Veldt (NED)                  | Viktor Manakov (RUS)               |
| 2015 | フェルナンド・ガビリア (COL) | グレン・オシェイ (AUS)           | エリア・ヴィヴィアーニ (ITA)       |
| 2016 | フェルナンド・ガビリア (COL) | ローガー・クルーゲ (GER)         | グレン・オシェイ (AUS)             |
| 2017 | Benjamin Thomas (FRA)        | アーロン・ゲイト (NZL)           | Albert Torres (ESP)                |
| 2018 | Szymon Sajnok (POL)          | ヤンウィレム・ファンシップ (NZL) | Simone Consonni (ITA)              |
| 2019 | Campbell Stewart (NZL)       | Benjamin Thomas (FRA)            | Ethan Hayter (GBR)                 |
| 2020 | バンジャマン・トマ (FRA)     | ヤンウィレム・ファンシップ (NED) | マシュー・ウォルス (GBR)           |